# Junior Andrade
Junior Andrade (Monjas, Jalapa, 9 de febrero de 1993) es un futbolista guatemalteco.

## Trayectoria

### Mictlan
Andrade inició su carrera en el Deportivo Mictlan donde militó por varias temporadas, jugando como centro delantero y además es un jugador formado en la cantera del  Deportivo Mictlan.

### Deportvio Coatepeque
Tras el descenso del  Deportivo Mictlan a primera división y la buena fortuna del ascenso a Liga Nacional del Deportivo Coatepeque, este mismo club ficha a Junior para incorporarse a las filas de las recién ascendidas "Cobras" de Coatepeque equipo en el que no logra anotar muchos goles por falta de participación y de oportunidad hacia el jugador del cuerpo técnico.

### Xelajú
En el Torneo Apertura 2015 tras el descenso de las cobras de Coatepeque y ante la falta de delantera en la institución lanuda se le da la oportunidad a Junior para formar parte del Xelajú mario Camposeco.

## Selección nacional
A nivel de selecciones nacionales Junior es parte de la selección sub-23 de Guatemala.

## Clubes
| Club                   | País      | Año       |
| ---------------------- | --------- | --------- |
| Deportivo Mictlan      | Guatemala | 2011-2014 |
| Deportivo Coatepeque   | Guatemala | 2014-2015 |
| Xelaju Mario Camposeco | Guatemala | 2015-2016 |